# 33586 Keeley
1999 JH39 (asteroide 33586) é um asteroide da cintura principal. Possui uma excentricidade de 0.10252900 e uma inclinação de 6.65767º.
Este asteroide foi descoberto no dia 10 de maio de 1999 por LINEAR em Socorro.